# Valor agregado
El valor agregado  o valor añadido es un concepto utilizado en economía, finanzas y contabilidad con dos significados diferentes.
Desde el punto de vista contable, se refiere a la diferencia entre el importe de las ventas y el de las compras. Es decir, la diferencia entre los precios de mercado y costos de producción. A nivel empresarial de análisis de coste-beneficio, significa la diferencia entre el ingreso de una empresa y los costos de materia prima, el capital fijo y  variable. (ver Finanzas Corporativas).
En términos económicos, el valor agregado es el valor económico adicional que adquieren los bienes y servicios al ser transformados durante el proceso productivo. En otras palabras, el valor económico que un determinado proceso productivo añade al consumo intermedio, que se conoce como los insumos (materias primas, materiales auxiliares, envases y empaques, electricidad, y otra diversidad de bienes y servicios) utilizados en su producción y distribución. En el consumo intermedio no se incluyen otros costos de producción, como los costos laborales, los costos financieros y los impuestos sobre la producción. Estos son parte del valor agregado. 
Una de las maneras de calcular el producto interno bruto de un país es sumando los valores agregados de todas las actividades económicas existentes en la economía de ese país. 
Este concepto no debe ser confundido con el de valor económico agregado conocido como EVA (Economic Value Added, por sus siglas en inglés). Este concepto es utilizado en el nivel de la empresa.

## Componentes del valor agregado
Según el Manual de Contabilidad Nacional de Naciones Unidas, los componentes del valor agregado son los siguientes: 

a) La remuneración de los asalariados: La remuneración de los asalariados es la remuneración total en efectivo o en especie que los empleadores pagan a los empleados por el trabajo realizado. Las transferencias sociales directas de los empleadores a sus empleados o empleados jubilados y sus familias, como los pagos por enfermedad, los subsidios de educación y las pensiones que no constituyen ningún fondo independiente, también se imputan a la remuneración de los asalariados;

b) Otros impuestos menos las subvenciones a la producción: Los otros impuestos menos las subvenciones a la producción son los impuestos que pagan los empleadores para producir, con independencia de las ventas o de la rentabilidad. Pueden pagarse como derechos de licencia o como impuestos sobre la propiedad o el uso de la tierra, las construcciones u otros activos utilizados en la producción o sobre la mano de obra empleada o sobre la remuneración que se paga a los asalariados. No son impuestos sobre el valor de las ventas o la producción, los cuales se denominan impuestos sobre los productos;
c) El consumo de capital fijo: El consumo de capital fijo es el costo de los activos fijos utilizados en la producción durante el período contable;
d) El excedente de explotación bruto: El excedente de explotación bruto es el valor residual obtenido restando los componentes indicados supra del valor agregado. Así, el ex cedente de explotación bruto incluye los intereses que se pagan a los prestamistas de activos financieros o la renta que se paga a los rentistas de activos no producidos, como la tierra, los activos del subsuelo o las patentes.
2.18. El excedente de explotación bruto de las sociedades también puede calcularse sumando:
a) Las cantidades que se agregan a las utilidades retenidas;
b) La depreciación y el agotamiento;
c) Las deducciones en concepto de deudas incobrables;
d) La renta de la propiedad que se paga;
e) (–) La renta de la propiedad que se cobra;
f) Las transferencias corrientes que se pagan;
g) (–) Las transferencias corrientes que se cobran;
h) (–) Las ganancias (una vez excluidas las pérdidas) so bre las ventas de activos fijos y valores.

En la práctica, el valor agregado de las sociedades puede calcularse en función del ingreso, si bien el valor agre gado de las actividades no correspondientes a sociedades no constituidas cuando no se dispone de las cuentas reglamentarias ha de calcularse en función de la producción.
Naciones Unidas

El cálculo en términos de valor se usa en algunos cálculos de costo-beneficio, eficiencia económica, productividad, etc

## Estimación
Es necesario mantener presente que la igualdad entre las cantidades resultantes del cálculo monetario y del cálculo en términos de valor (y potencialmente con las obtenidas del cálculo de plusvalía) es una igualdad empírica, no teórica. Sucede que el valor agregado en "términos de valor" se vendió al valor agregado "en términos de dinero" (es decir, se vendió a ciertos precios). El problema, últimamente —y simplificando al máximo— se debe a que no hay un algoritmo o fórmula de validez general que transforme "unidades de valor" en "unidades monetarias", en otras palabras, que resuelva el llamado problema de la transformación.
Se ha sugerido que el valor agregado constituye las bases de la ganancia, aunque es posible concebir o incluso, encontrar ejemplos en el cual el valor aumenta sin ganancias (se vende sin ganancia) o viceversa (se vende a ganancias sin crear valor). Encontramos varios ejemplos de este último caso especialmente en los mercados financieros de derivados y futuros. 
El valor agregado puede estimarse para una empresa, un sector de la economía o para una región o país, o incluso para la economía internacional. La técnica de la Matriz Insumo-Producto (MIP) determina la corriente anual de bienes y servicios, obtenidos en función de los insumos o recursos utilizados procedentes de otros núcleos productivos. Desde el punto de vista macroeconómico, el valor agregado es la suma total de los sueldos, remuneraciones, impuestos, alquileres, beneficios económicos de los empresarios e impuestos percibidos por el Estado, en un determinado período. (ver Matriz de contabilidad social).

## Alto valor añadido
En el lenguaje periodístico corriente o el de los políticos se denomina "actividades de alto valor añadido" a aquellas que generan altos beneficios. Por lo general estas actividades son la que hacen más raro un producto, más deseable, más barato de producir respecto a sus competidores o los que, apareciendo como novedades en el mercado, cubren una necesidad que otros no, o incluso estimulan nuevas necesidades. El elemento común a todas estas actividades es la innovación: en forma de nuevas tecnologías -en todo el rango posible de innovación técnica, desde las técnicas productivas hasta la utilidad del producto-, de diseño -que mejore mediante el recurso a elementos formales un producto mejorando su fabricación, su utilidad o el modo en que se presenta en el mercado- o de manipulación directa de la demanda, creando o detectando una necesidad, su mercado potencial y los productos que cubran esa necesidad. 

### Discusión
Las actividades que aumentan el beneficio relativo de un productor sobre sus competidores pueden hacerlo de tres modos: 
- Tomando el beneficio completo de otros competidores llevándolos incluso a la desaparición.
- Imponiendo una nueva necesidad social y haciendo desaparecer otras o no.
- En las actividades que generan más beneficios eliminando costes -mediante innovaciones tecnológicas-, detrayendo a la vez los beneficios de sus competidores -competencia- o a los consumidores la diferencia de costes respecto al coste medio. En general extraen el beneficio de ambos, de su mejora competitiva -vendiendo más- y del valor que extraen del mercado poniendo en circulación mercancías de costo inferior al promedio.

Un ejemplo de lo primero sería el natural reemplazo de un nuevo artista popular por otro. Los costos son comparables (en conciertos, grabaciones, etc), los beneficios dependen del éxito. El artista nuevo simplemente crea su propia necesidad, y reemplaza en el mercado (en todo o en parte) a otros artistas.
Como ejemplo de lo segundo estaría el consumo musical por Internet sobre la compra de soportes físicos. Esta actividad tiene ventajas como el precio y las mayores modalidades de acceso. 
Como ejemplo de lo tercero, el soporte web es mucho más económico para el productor que la grabación y distribución de soportes físicos, y tiene otras ventajas (la enorme flexibilidad de la oferta). Vender cada canción a medio euro como antes se podían vender veinte a diez euros en un CD genera enormes beneficios -el soporte lo paga el consumidor en forma de aparatos electrónicos y de conexiones a la red-, incluso si el precio disminuye mucho.
Se puede concebir muchos más ejemplos de cada actividad de 'alto valor añadido'. 
Desde la perspectiva de las teorías del Valor-trabajo (liberales o marxistas) estas últimas actividades en realidad agregan menos valor al producto, lo que aumentan es el beneficio mediante los mecanismos de la competencia. Esta competencia, al reducir la necesidad de mano de obra, aumenta globalmente el paro, y al poner en el mercado productos de menor valor al precio de sus competidores o al menos por encima de su precio medio de producción, genera inflación, como depreciación relativa del valor de la masa de mercancías respecto de la masa de valor en dinero.